# Josef Neuhierl
Josef Neuhierl (* 13. Juli 1895 in Buchhausen bei Rosenheim; † 21. Oktober 1957 in Fürth) war ein deutscher Spielzeugproduzent.

## Leben
Nach dem Schulabschluss und einer Mechanikerlehre, seiner Kriegsteilnahme und anschließenden Meisterprüfung begann er 1920 in Nürnberg mit der Produktion von Spielzeug. 1934 siedelte er nach Fürth um.
Anfangs wurden hauptsächlich Fahrzeuge produziert wie Autos, Rennwagen, Lastwagen und Flugzeuge. In den Kriegsjahren wurde auch Militärspielzeug hergestellt. Nach dem Krieg wurden die Räumlichkeiten von den Amerikanern inklusive aller Geräte und Maschinen beschlagnahmt. Die Produktion wurde über zwei Jahre auf andere Räumlichkeiten verteilt, bis wieder ein neues Gebäude bezogen werden konnte.  1954 und  1957 wurde jeweils ein Neubau bezogen. 1955 trat der Sohn Hermann Neuhierl in das Geschäft ein und übernahm nach dem Tod seines Vaters mit seiner Mutter Frieda die Geschäftsleitung.
Die Modelle des Unternehmens Neuhierl waren nach dem Krieg sehr realistisch. Derselbe Artikel wurde meistens in unterschiedlichen Versionen und Preislagen hergestellt. Ende der 1950er-Jahre begann die Produktion der ersten Kunststoffautos. Anfang der 1960er-Jahre folgte die Produktion der Struxy-Serie; dies waren zerlegbare Fahrzeuge.
Durch einen Aufenthalt in Amerika kam Hermann die Idee zu einer Autorennbahn, der Carrera-Bahn. Die Produktion der Blech- und Kunststoffspielwaren wurde dann zugunsten der Carrera-Bahn aufgegeben. 1972 wurde der Unternehmensname in Carrera Spielwarenfabrik Neuhierl GmbH & Co. KG geändert. Die Produkte wurden selten gekennzeichnet und sind hauptsächlich am Nummernschild zu erkennen.
Am 21. Oktober 1957 verstarb Josef Neuhierl an den Folgen eines Herzinfarktes.